# Agapetes lobbii
Agapetes lobbii är en ljungväxtart som beskrevs av Charles Baron Clarke. Agapetes lobbii ingår i släktet Agapetes och familjen ljungväxter. Inga underarter finns listade i Catalogue of Life.